# Isomorfisme de Borel
En matemàtiques, un isomorfisme de Borel és una funció bijectiva i mesurable entre dos espais de Borel estàndards. En virtut del teorema de Souslin en espais de Borel estàndards (que afirma que un conjunt que és alhora analític i coanalític és necessàriament de Borel), la inversa de qualsevol tal funció bijectiva i mesurable és també mesurable. Els isomorfismes de Borel són tancats sota la composició i la inversió. El conjunt d'isomorfismes de Borel d'un espai a si mateix clarament forma un grup sota l'operació de composició. Els isomorfismes de Borel en espais de Borel estàndards són anàlegs als homeomorfismes en espais topològics: tots dos són bijectius i tancats sota la composició, i un homeomorfisme i el seu invers són ambdós continus, en lloc de ser tots dos simplement Borel mesurables.

## Espai de Borel
Un espai mesurable que és Borel isomòrfic a un subconjunt mesurable dels nombres reals rep el nom d'espai de Borel.